# 世界睡眠日
世界睡眠日（英語：World Sleep Day, WSD）是世界睡眠學會的前身世界睡眠日委員會自2008年起舉辦的活動。主因為睡眠醫學專業人士和相關研究人員多年來一次又一次地提醒及報告，仍無法讓人們對睡眠重視，並了解其對於個人健康及幸福的影響，為了引起人們對睡眠重要性和其對健康影響的關注，最早由世界睡眠醫學學會（WASM, World Association of Sleep Medicine）的世界睡眠日委員會，於2008年發起的一項年度活動，每年活動的日期定在節氣春分前的星期五，所以每年的日期都不太一樣。後來，世界睡眠日委員會（WASM）和 世界睡眠聯盟（World Sleep Federation， WSF），共同成立世界睡眠學會（World Sleep Society, WSS），由其負責整個世界睡眠日活動的推廣。 

## 歷屆“世界睡眠日”的主題[3]
世界睡眠日在每年節氣春分前的星期五。
| 年份   | 日期    | 主题                                                                                              |
| ------ | ------- | ------------------------------------------------------------------------------------------------- |
| 2008年 | 3月14日 | 睡个好觉，清醒生活（Sleep well, live fully awake）                                                |
| 2009年 | 3月20日 | 清醒驾驶，安全到达（Drive alert, arrive safe）                                                    |
| 2010年 | 3月19日 | 良好睡眠，健康人生（Sleep Well, Stay Healthy）                                                    |
| 2011年 | 3月18日 | 良好睡眠，健康成长（Sleep Well, Grow Healthy）                                                    |
| 2012年 | 3月16日 | 轻松呼吸，轻松睡眠（Breathe Easily, Sleep Well）                                                  |
| 2013年 | 3月15日 | 良好睡眠，安享岁月（Good Sleep, Healthy Aging）                                                   |
| 2014年 | 3月14日 | 心平气和，健康人生（Easy breathing, Restful sleep, Healthy body）                                 |
| 2015年 | 3月13日 | 當睡眠是健全的，健康和快樂比比皆是。（When sleep is sound, health and happiness abound.）         |
| 2016年 | 3月18日 | 良好的睡眠是一個可達到的夢想（Good Sleep is a Reachable Dream）                                   |
| 2017年 | 3月17日 | 安睡，養生（Sleep Soundly, Nurture Life）                                                         |
| 2018年 | 3月16日 | 加入睡眠世界，维护你的节奏，享受生活（Join the Sleep World, Preserve Your Rhythms to Enjoy Life） |
| 2019年 | 3月15日 | 健康睡眠，健康增壽（Healthy Sleep, Healthy Aging）                                                |
| 2020年 | 3月13日 | 更好的睡眠，更好的生活，更好的星球（Better Sleep, Better Life, Better Planet）                    |
| 2021年 | 3月19日 | 規律睡眠，迎向健康（Regular Sleep, Healthy Future）                                               |
| 2022年 | 3月18日 | 優質睡眠・健康心靈・樂活世界！（Quality Sleep, Sound Mind, Happy World.）                         |
| 2023年 | 3月17日 | 睡眠對健康至關重要（Sleep Is Essential for Health）                                               |
| 2024年 | 3月15日 | 睡眠公平促進全球健康（Sleep Equity for Global Health）                                            |

## 相關「世界睡眠日」訊息
2002年，中国睡眠研究会在法国药企赛诺菲集团的赞助下，发起了其声称引进自“国际精神卫生和神经科学基金会”的全球睡眠和健康计划，世界睡眠日，定在为3月21日。
2021年，台灣睡眠醫學學會取得世界睡眠學會授權，負責世界睡眠日在台灣地區的活動推廣。

## 資料來源
1. ↑  . World Sleep Society.   [2021-02-15]. （原始内容存档于2021-03-21）.
2. ↑  . World Sleep Society.   [2021-02-15]. （原始内容存档于2021-06-02）.
3. ↑  . World Sleep Society.   [2021-02-15]. （原始内容存档于2021-03-21）.
4. ↑  . World Sleep Day.   [2021-02-06]. （原始内容存档于2022-05-10）.
5. ↑  . Reuters. 2009-03-17  [2013-02-22]. （原始内容存档于2014-02-22）.
6. ↑  . Thaindian.com. 2010-03-19  [2013-02-22]. （原始内容存档于2019-02-26）.
7. ↑  . 聯醫新聞. 2020-03-12  [2021-02-15].
8. 1 2  . WorldSleep Day. 2021-02-12  [2021-02-15].
9. ↑  . 經濟日報. 2022-03-18  [2022-03-18]. （原始内容存档于2022-05-12）.
10. ↑  . pab.com.tw.   [2023-03-21]. （原始内容存档于2023-03-21）.